# Институт современного искусства (Лондон)
Институт современного искусства в Лондоне (англ. Institute of Contemporary Arts, сокр. ICA) — художественный и культурный центр в Лондоне, Англия, посвящённый современному искусству.
Расположен недалеко от Трафальгарской площади, в Nash House, являющемся частью Carlton House Terrace.

## История и деятельность
Институт был основан Роландом Пенроузом, Питером Уотсоном, Гербертом Ридом, Эриком Грегори, Джеффри Григсоном и Эдуардом Мезенсом в 1947 году. Они намеревались создать пространство, где художники, писатели и ученые могли бы обсуждать разные идеи вне границ Королевской академии художеств. Прообразом для института был ранее созданный Клуб искусств Лидса, основанный в 1903 году Альфредом Орейджем, в котором Герберт Рид был ведущим членом. Этот клуб был одним из самых передовых центров модернистского мышления в Великобритании до Первой мировой войны.
Первые две выставки «40 Years of Modern Art» и «40,000 Years of Modern Art», организованные в институте Роландом Пенроузом и отражавшие его интересы к кубизму и африканскому искусству, проходили в кинотеатре Академия 1-2-3 на Oxford Street, 165. На тот момент театром управлял Джордж Хеллеринг, промоутер фильмов, джаза и биг-бэндов. С приобретением в мае 1950 года здания на улице Dover Street, 17 в Пикадилли, Институту современного искусства удалось значительно расшириться. Это была бывшая резиденция вице-адмирала Горацио Нельсона. Художественная галерея, клуб и офисы были отремонтированы модернистским архитектором Джейн Дрю при участии Нила Морриса (Neil Morris) и Эдуардо Паолоцци, который обустроил бар и спроектировал стол из металла и бетона со своим учеником Теренсом Конраном.
В 1950-х годах он организовывал выставки современного искусства, в том числе Пабло Пикассо и Джексона Поллока. В 1954 году в институте была проведена выставка Жоржа Брака, на которой также были представлены поп-арт, оп-арт и британский брутализм. Группа независимых встречалась в Институте современного искусства в 1950-х — 1960-х годах и организовала там несколько выставок, включая «This Is Tomorrow». При поддержке Совета по искусству Институт переехал на свою нынешнюю площадку в здание Nash House в 1968 году. В течение 1970-х годов Институт был известен своей анархической программой и управлением; тогдашним его директором выставок был Норман Розенталь — британский независимый куратор и историк искусства.
В последующие годы в музее была разработана система отдельных отделов, специализирующихся на визуальном искусстве: кино, театр, музыка и перформанс. Последний отдел был посвящен беседам и лекциям. Директором выставок с 1986 по 1993 год была Ивона Блазвик. В числе других известных кураторов и программных директоров были Лиза Аппиньянези (заместитель директора и руководитель переговоров), Джеймс Лингвуд (James Lingwood, куратор выставок), Майкл Моррис (Michael Morris, директор театра), Лоис Кейдан (директор Live Arts), Кэтрин Угву (Catherine Ugwu, заместитель директора Live Arts), Тим Хайстед (Tim Highsted, заместитель директора кино) и Йенс Хоффманн (директор выставок).
Институт современного искусства в Лондоне не имеет собственной коллекции, он проводит художественные выставки во многих своих галереях. Имеет также театр, два кинотеатра, книжный магазин и бар.

### Выставки и акции
В числе многих выставок, кроме указанных выше двух начальных организованных Роландом Пенроузом, институт провёл также другие выставки и значимые мероприятия:
- 1950 год: Выставка London-Paris: New Trends in Painting and Sculpture (скульптуры неформальной группы Геометрия страха).
- 1952 год: Выставка Sixteen Young Sculptors (организована Дэвидом Сильвестром[англ.]).
- 1953 год: Выставка Opposing Forces (с участием Джексона Поллока).
- 1957 год: Первый британский показ французского фильма Hurlements en faveur de Sade[англ.] Ги Дебора.
- 1967 год: Выставка Fantasy and Figuration (Иэн, Дьюри, Пэт Даутвейт[англ.], Герберт Китчен и Стас Параскос[англ.]).
- 1968 год: Первые выставки в новом здании: Obsessive Image и Cybernetic Serendipity.
- 1976 год: Выставка Post-Partum Document (Мэри Келли[англ.], часть первая).
- 1980 год: Несколько важных феминистских выставок: Women’s Images of Men; About Time: Video, Performance and Installation by 21 Women Artists; Issue: Social Strategies by Women Artists.
- 1981 год: Выставка A Framework for Communal Anarchy (Roger Ulick Branch Westman).
- 1991 год: Выставка International Affairs (работы Дэмьена Херста).
- 1993 год: Выставка Bad Girls (работы шести британских и американских женщин-художников: Хелен Чедвик[англ.], Дороти Кросс[англ.], Рэйчел Эванс, Николь Эйзенман[англ.], Нан Голдин и Сью Уильямс[англ.]).
- 1994 год: Организовано первое в мире интернет-кафе.
- 1996 год: Представлены скульптуры Tragic Anatomies в рамках выставки Chapman World (работы Джейк и Динос Чепмен).
- 1996 год: Впервые проводится фестиваль цифрового кино onedotzero[англ.].
- 2000 год: Учреждена ежегодная премия Beck’s Futures для начинающих художников (сроком до 2005 года).
- 2006 год: Выставка Alien Nation (организована Iniva, в числе авторов: Лейла Али[англ.], Хью Лок[англ.] и Йинка, Шонибаре).
- 2008 год: Выставка Nought to Sixty (представлено 60 начинающих художников из Великобритании и Ирландии).
- 2011 год: Проект Bruderskriegsoundsystem и выставка Sketches for Regency Living (работы Бронштейн, Пабло[англ.]).
- 2015 год: Выставка fig-2 (представлено большое количество современных художников, в их числе: Laura Eldret, Rebecca Birch, Beth Collar, Jacopo Miliani, Kathryn Elkin, Чарльз Эйвери[англ.], Анника Стрём[англ.], Том Маккарти[англ.], Шезад Дауд[англ.], Сюзанна Трейстер[англ.], Бен Джадд[англ.], Орит Эшери[англ.], Ева Грубингер[англ.], Мелани Манчо[англ.], Брюс Маклин[англ.] и другие).

## Организация
Институт современного искусства создан как Общество с ограниченной ответственностью, управляемое советом из 13 человек и возглавляемое директором. Членство в нём доступно для широкой публики.

### Директоры
- 1948—1951 годы − Ewan Phillips[6]
- 1951—1967 годы − Dorothy Morland[7]
- 1967—1968 годы − Десмонд Моррис
- 1968—1970 годы − Michael Kustow[8]
- 1970—1973 годы − Питер Кук
- 1973—1977 годы − Ted Little[9]
- 1977—1990 годы − Bill McAlister[10]
- 1990—1997 годы − Mik Flood[11]
- 1997—2004 годы − Филип Додд[англ.]
- 2005—2010 годы − Эков Эшун[англ.]
- 2011—2016 годы − Грегор Мьюир[англ.]
- с 2016 года − Стефан Кальмар[англ.]